# Jolyellus albomaculatus
Jolyellus albomaculatus là một loài bọ cánh cứng trong họ Cerambycidae.